# Galium scabrifolium
Galium scabrifolium är en måreväxtart som först beskrevs av Pierre Edmond Boissier, och fick sitt nu gällande namn av Heinrich Carl Haussknecht. Galium scabrifolium ingår i släktet måror, och familjen måreväxter. Inga underarter finns listade i Catalogue of Life.